# Biuletyn Informacji Publicznej
Biuletyn Informacji Publicznej BIP (hoặc, Bản tin Thông tin công cộng), là một hệ thống hồ sơ công cộng Ba Lan thống nhất trên mạng, bao gồm một loạt các trang tiêu chuẩn tạo ra nhằm mục đích hướng đến công chúng nói chung. Đối với những người quan tâm đến hoạt động của bất kỳ tổ chức cụ thể nào ở Ba Lan hoặc tìm cách liên hệ với họ để giải quyết một vấn đề cụ thể, mục nhập BIP thường là nguồn dữ liệu và thông tin cơ bản tối ưu. Văn phòng của BIP được đặt tại Królewska 27 Street ở Warsaw. Tổng biên tập của nó là Tadeusz Mąkosa.

## Pháp luật
Dữ liệu do BIP cung cấp được quy định bởi Luật tiếp cận thông tin công cộng của Ba Lan được thông qua vào ngày 6 tháng 9 năm 2001, dựa trên Điều 61 của Hiến pháp Ba Lan quy định quyền thông tin và bắt buộc Quốc hội ban hành luật đặt ra đúng rồi Luật có hiệu lực vào tháng 1 năm 2002.
Biuletyn Informacji Publicznej BIP cho phép truy cập thông tin công cộng, dữ liệu công cộng và tài sản công cộng do các cơ quan công cộng, các cơ quan tư nhân thực hiện các nhiệm vụ công cộng, công đoàn và các đảng chính trị. Các yêu cầu liên quan đến các mặt hàng cụ thể có thể được thực hiện bằng miệng hoặc bằng văn bản. Các cơ quan phải trả lời trong vòng 14 ngày. Quy định của Bộ trưởng Bộ Nội vụ và Hành chính về Bản tin Thông tin Công cộng BIP đã được thông qua vào ngày 18 tháng 1 năm 2007, thay thế Quy định ngày 17 tháng 5 năm 2002. Các yêu cầu tối thiểu để nộp hồ sơ công khai lên BIP dưới dạng điện tử được thành lập bởi Hội đồng Bộ trưởng Bộ Khả năng Tương tác Quốc gia vào ngày 12 tháng 4 năm 2012.